# Maurizio Romano
Maurizio Romano (Cassino, 9 marzo 1966 – Vizzolo Predabissi, 20 settembre 2003) è stato un doppiatore italiano.

## Biografia
Fratello maggiore della doppiatrice Laura Romano, ha doppiato svariati attori in film hollywoodiani, telefilm e telenovele, ed è stato molto attivo anche nel doppiaggio di cartoni animati. È noto per aver fornito la voce italiana dell'avvocato Lionel Hutz de I Simpson. La sua carriera di attore è stata molto breve: in televisione è apparso nello sceneggiato Una donna per amico diretto da Rossella Izzo nel 1998.
È morto il 20 settembre 2003 all'età di 37 anni in seguito a un incidente stradale.

## Doppiaggio

### Film
- Ben Affleck in Generazione X
- John Leguizamo in Romeo + Giulietta di William Shakespeare
- Jeremy Davies in Twister
- Brian Van Holt in S.W.A.T. - Squadra speciale anticrimine
- Dean Cain in Best Men - Amici per la pelle
- Dominic Purcell in Equilibrium
- Mike Realba in La regola del sospetto
- Tim Guinee in Il coraggio della verità
- Billy Rieck in In Hell
- Holt McCallany in Jade
- Jim Breuer in Half Baked
- Alex Désert in Swingers
- Leon Lai in Angeli perduti
- Jason London in Carrie 2: la furia
- Jason Connery in Pallottole cinesi
- Simon Lyndon in Blackrock
- Don Tilley in Una maledetta occasione
- Noah Huntley in 28 giorni dopo
- James Marshall in Down - Discesa infernale
- Harry Connick Jr. in Independence Day

### Serie televisive
- Johannes Brandrup in Squadra Speciale Cobra 11
- Josh Brolin in I ragazzi della prateria
- Tim Russ in Star Trek: Voyager
- Michael Bergin in Baywatch
- Patrick Dempsey in Ancora una volta
- Michael T. Weiss in L'ombra della notte
- Matthew Fox in Fantasmi
- Mark Hamill in seaQuest - Odissea negli abissi
- Karl Urban in Xena - Principessa guerriera
- Stephen Lovatt e Erick Thomson in Xena - Principessa guerriera
- Ryan Hurst in Taken
- James Wilder in Models, Inc.
- Shishir Kurup in Alias
- Don Franklin in Seven Days
- Paul Provenza in Un medico tra gli orsi
- Jeffrey Douglas in Il famoso Jett Jackson
- Eduardo Yáñez in Savannah

### Telenovelas e soap opera
- Miguel de Leon in Caribe
- Steve Bond, Daniel Greene, Brian Matthews e Charles Grant in Santa Barbara
- Jean LeClerc in Quando si ama

### Serie animate
- Lionel Hutz e John Frink (2ª voce, st.3-7) ne I Simpson
- Cyberdramon in Digimon Tamers
- Agunimon (ep. 1-10) in Digimon Frontier
- Retort in Medarot
- Ryo Kau Run in Virtua Fighter
- Fan Li in Gaiking il robot guerriero
- Hitoshi in Gakeen - Magnetico robot
- Hayao Kakizaki in Fortezza superdimensionale Macross
- Manager in Armitage III
- Mohikan in Dominion Tank Police
- Homma in Pratiche fuori orario
- Saint in Nanako - Manuale di genetica criminale
- Tomo in Fushigi yûgi - Il gioco misterioso
- Mama in Burn-Up Excess
- Simeone in Giuseppe - Il re dei sogni